# Les Escales Park
Les Escales Park és una obra del racionalisme tardà de Barcelona inclosa a l'Inventari del Patrimoni Arquitectònic de Catalunya.

## Descripció
Josep Lluís Sert va dissenyar el complex d'apartaments Les Escales Park l'any 1967 juntament amb Joseph Zalewski i Jaume Freixa. El bloc manté similituds amb els edificis Roosevelt Island o Harvard del mateix arquitecte.
En aquest cas, Les Escales Park s'estructura en un esquema de volums i alçades asimètriques amb composició de forats rectangulars de diferents alçades i profunditats dins de la gelosia rectangular de pedra blanca. L'estructura és de formigó armat, les parets es revesteixen de pedra i plaques de ceràmica vidrada de color ocre i verd-gris.
L'edifici s'envolta per una pineda que l'aïlla del carrer Sor Eulàlia Anzizu. El nivell d'accés és inferior al del carrer, de manera que s'accedeix per una petita rampa. La rampa segueix amb un corredor de vidre que porta als ascensors que comuniquen amb els apartaments. Aquesta solució va permetre que els arquitectes tractessin el bloc com apartaments independents i van aconseguir una major llibertat en la composició.
En general, l'estructura dels apartaments és de dos pisos amb espais comuns, menjador, cuina i àrees de serveix en la part inferior. En la part superior es troben els dormitoris i banys, connectats per una escala interior. Com que alguns edificis són més alts que els altres, es manté un perfil irregular complementat amb una sèrie de terrasses cobertes que doblen l'espai de l'habitatge i generen jardins suspesos.

## Història
A partir de la construcció de la Fundació Maeght (1959-1964) a St. Pau-de-ven, Josep Lluís Sert va augmentar la seva activitat en zona mediterrània. Les Escales Park és el projecte més significatiu d'aquest període. L'esbós inicial de 1967 consistia en una revisió i adaptació a un nou lloc i temps del concepte de Le Corbusier de les “immeubles-Villas” introduint els elements de la tradició local.
El projecte va ser revisat al 1970 per un canvi de potencial de desenvolupament de la zona fruit de l'aprovació del Pla General Metropolità. Aquest acabava amb un bloc previst per a ser construït al solar i així satisfer la reducció de volumetria exigida. Com que l'espai interior no es va construir, es va poder ocupar amb els edificis destinats a serveis comuns. Amb motiu d'un desacord amb el client, l'equip d'arquitectes dissenya només el primer bloc d'edificis. Els altres varen fer-se més tard amb un altre concepte de projecte.
Tot i el prestigi de què gaudia Sert, Les Escales Park no va tenir la recepció esperada. Un dels motius que explicarien aquest fet és la separació de Sert de la cultura arquitectònica catalana.